# Bersone
Bersone (im Trentiner Dialekt: Barsùn, deutsch veraltet: Bersaun) ist eine Fraktion der italienischen Gemeinde (comune) Valdaone in der Provinz Trient, Region Trentino-Südtirol. 

## Geografie
Bersone liegt  auf einer Höhe von 637 m s.l.m. 40 Kilometer westsüdwestlich von Trient am Fluss Chiese auf der orographischen rechten Talseite in den Inneren Judikarien.

## Geschichte
Mit Wirkung zum 1. Januar 2015 wurde Bersone mit den Gemeinden Daone und Praso zur neuen Gemeinde Valdaone zusammengeschlossen. Die Gemeinde Bersone hatte am 31. Dezember 2013 289 Einwohner auf einer Fläche von 9,8 km². Nachbargemeinden waren Castel Condino, Daone, Pieve di Bono, Praso und Prezzo.

## Einzelnachweis
1. ↑  Autonome Region Trentino-Südtirol Regionalgesetz vom 24. Juni 2014, Nr. 2 (Memento vom 4. März 2016 im Internet Archive)